# Semana roja (España)

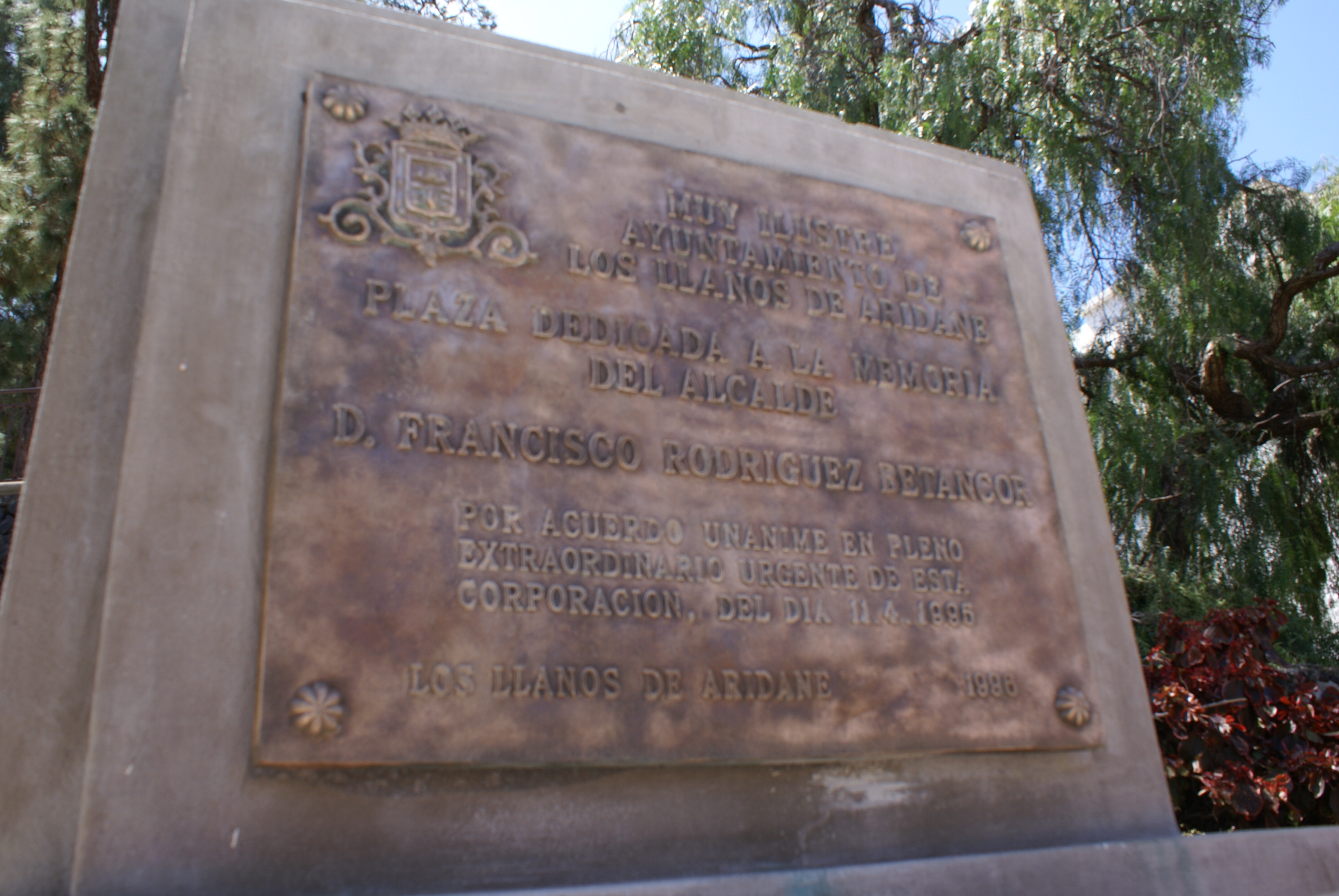
Placa dedicada a la memoria del alcalde Francisco Rodríguez Betancourt, asesinado tras el golpe de estado del general Franco, en Los Llanos de Aridane (La Palma).

Se conoce como Semana Roja  al período de tiempo entre el 18 y el 25 de julio de 1936, que media entre el levantamiento militar que daría lugar a la guerra civil española y la llegada del cañonero Canalejas a la ciudad de Santa Cruz de La Palma, durante el cual se mantuvo la legalidad republicana en La Palma, Canarias.

## Desarrollo de los hechos
En los días anteriores al 18 de julio de 1936, el entonces comandante general del Archipiélago, general Francisco Franco, cursa órdenes para que las guarniciones en Canarias inicien el golpe contra el Gobierno de la República. Así, el comandante Baltasar Gómez Navarro, desembarca en La Palma con instrucciones para iniciar el levantamiento militar. Sin embargo, el contingente militar era escaso y limitado a 25 soldados, y además la movilización inmediata de los partidarios de la República impidió servirse del factor sorpresa.
En esos momentos era Delegado del Gobierno en la isla Tomás Yanes Rodríguez, de Izquierda Republicana. Al llegar las noticias del golpe el Frente Popular declara la huelga general, y se forman las milicias populares pero la Delegación de Gobierno no autoriza la toma del cuartel militar y trata de evitar siempre que las organizaciones obreras tomen demasiado poder (en estos momentos destaca la figura del comunista José Miguel Pérez, y en algunos municipios como Tazacorte las organizaciones comunistas tienen una gran importancia). 
A la llegada del cañonero Canalejas la Delegación del Gobierno decide no ofrecer ningún tipo de resistencia armada y ordena desmovilizar a las milicias populares confiando en que el Gobierno de la República mande refuerzos, que el golpe fracase y que la legalidad se restablezca en toda la nación.